# Asura suavis
Asura suavis är en fjärilsart som beskrevs av Arnold Pagenstecher 1886. Asura suavis ingår i släktet Asura och familjen björnspinnare. Inga underarter finns listade i Catalogue of Life.